# Mopsuestia
Koordinaten: 36° 57′ 28″ N, 35° 37′ 10,1″ O

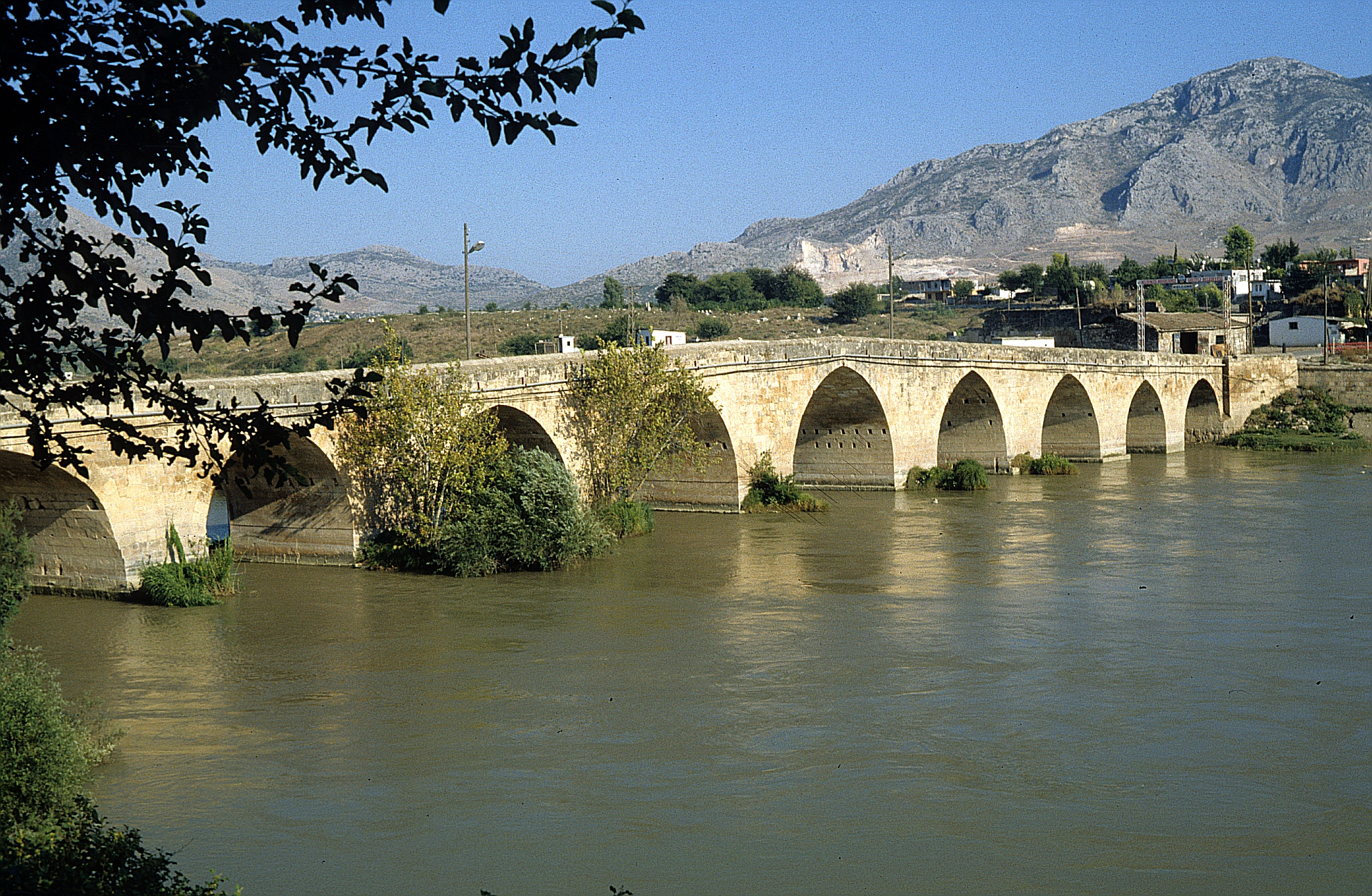
Römische Brücke über den Ceyhan

Mopsuestia ist eine antike Stadt im östlichen (ebenen) Kilikien (heute in der Provinz Adana, Türkei) am Austritt des Pyramos (Ceyhan) aus dem Antitaurus (Dede Dağ), an der Straße von Tarsus nach Antakya (Antiochia), 19 km östlich von Adana. Die Stadt liegt an einer wichtigen Furt des Ceyhan. Der heutige Name ist Yakapınar.

## Name

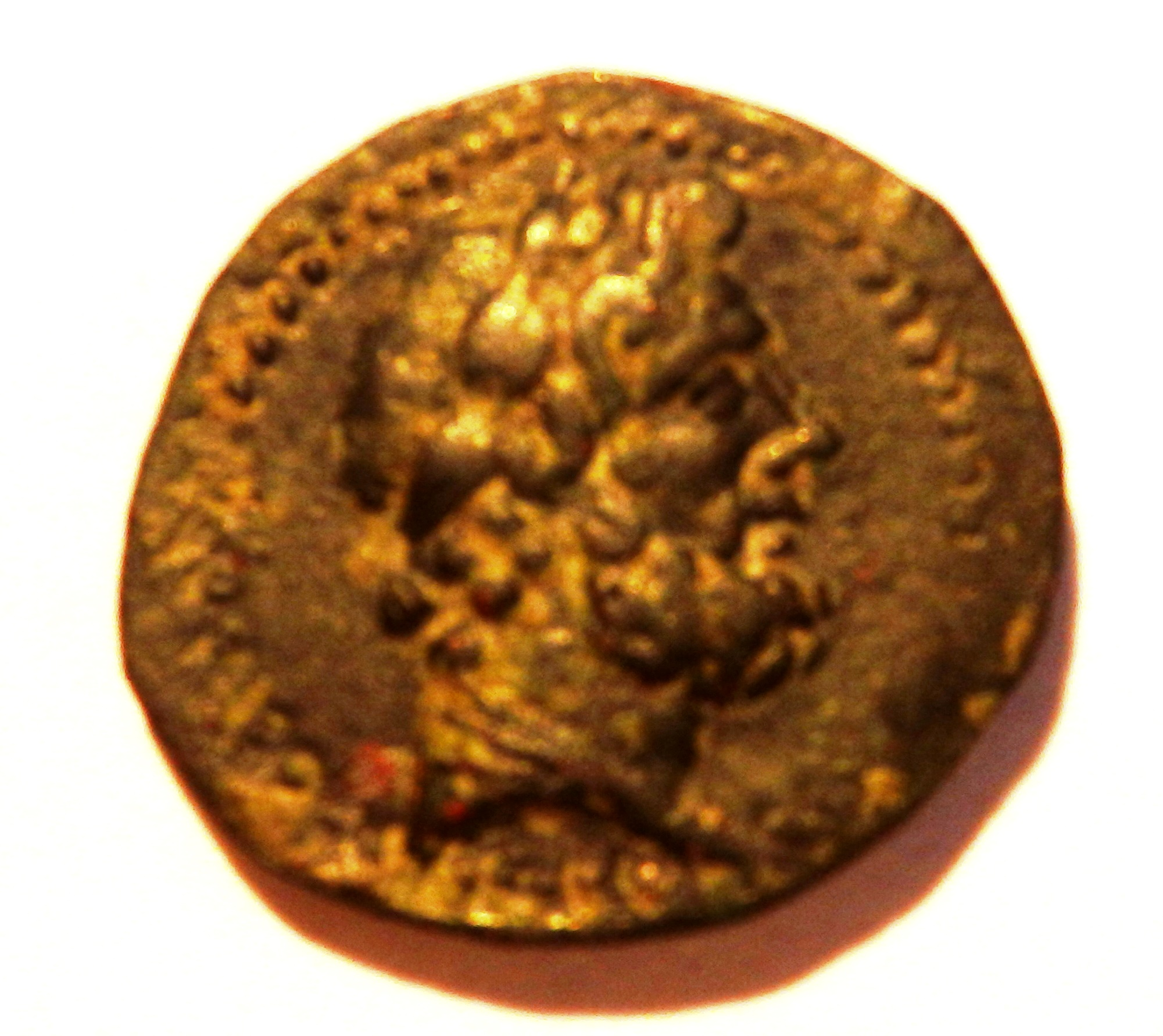
Bronzemünze aus Mopsos mit Zeuskopf

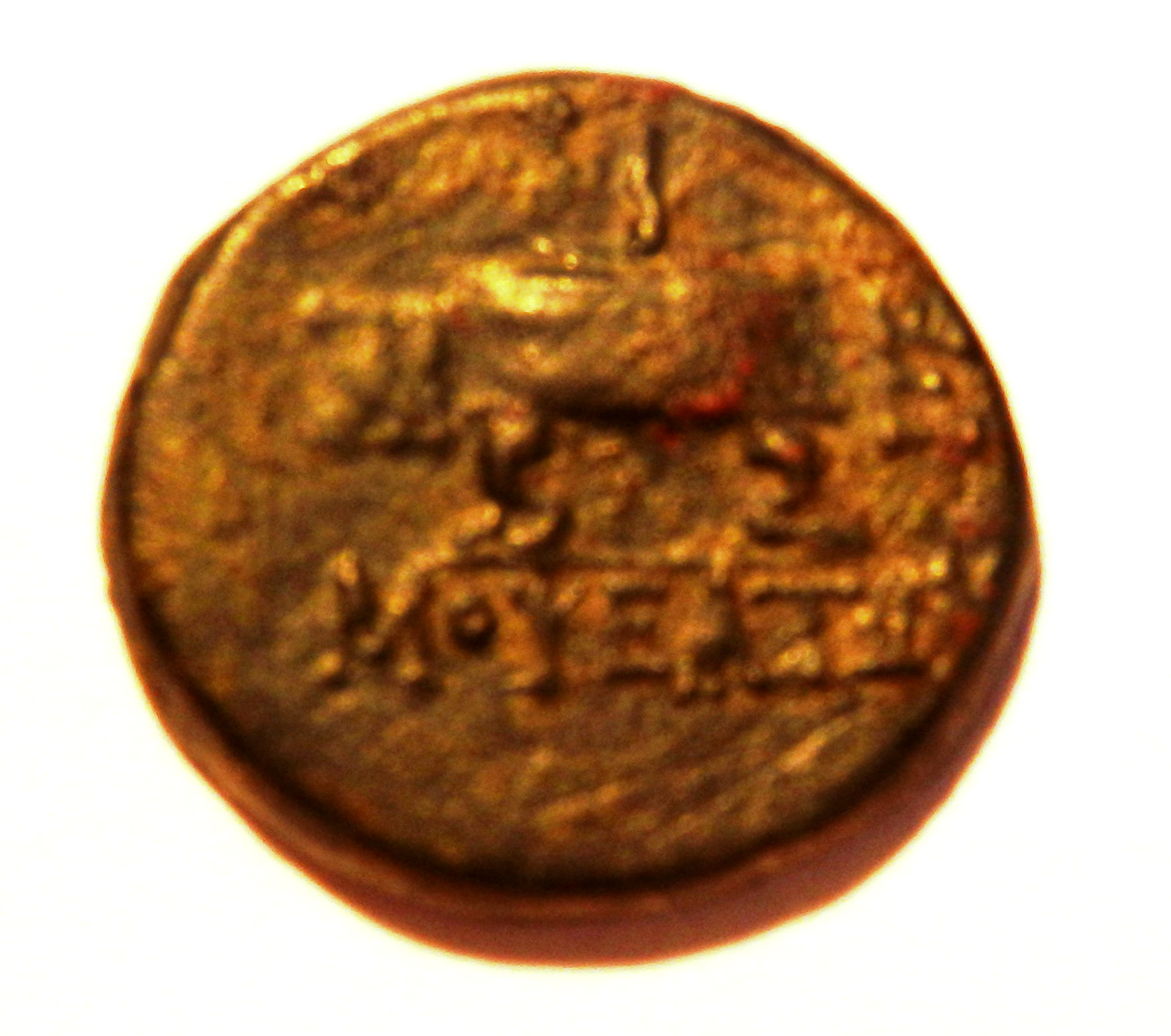
Rückseite der Bronzemünze mit Stadtnamen auf Griechisch, unter Altar

- Antike Namensvarianten: Mopsos (Plinius, Naturalis historia 5, 22), Mobsuestia, Mopsuestia, Mompsuestia, Mopsuhestia, Moponhestia u. a.
- In seleukidischer Zeit kurzfristig Seleukia am Pyramos, unter Hadrian Hadriana.

- Im Mittelalter Mampsiustia, al-Massisa, Masista, Mamista oder Mamistra, Malmistra, Misis oder armenisch Մամեստիա (Mamestia).

Der Name wird als Mopsou-Hestia, Herd des Mopsus erklärt.

## Geschichte

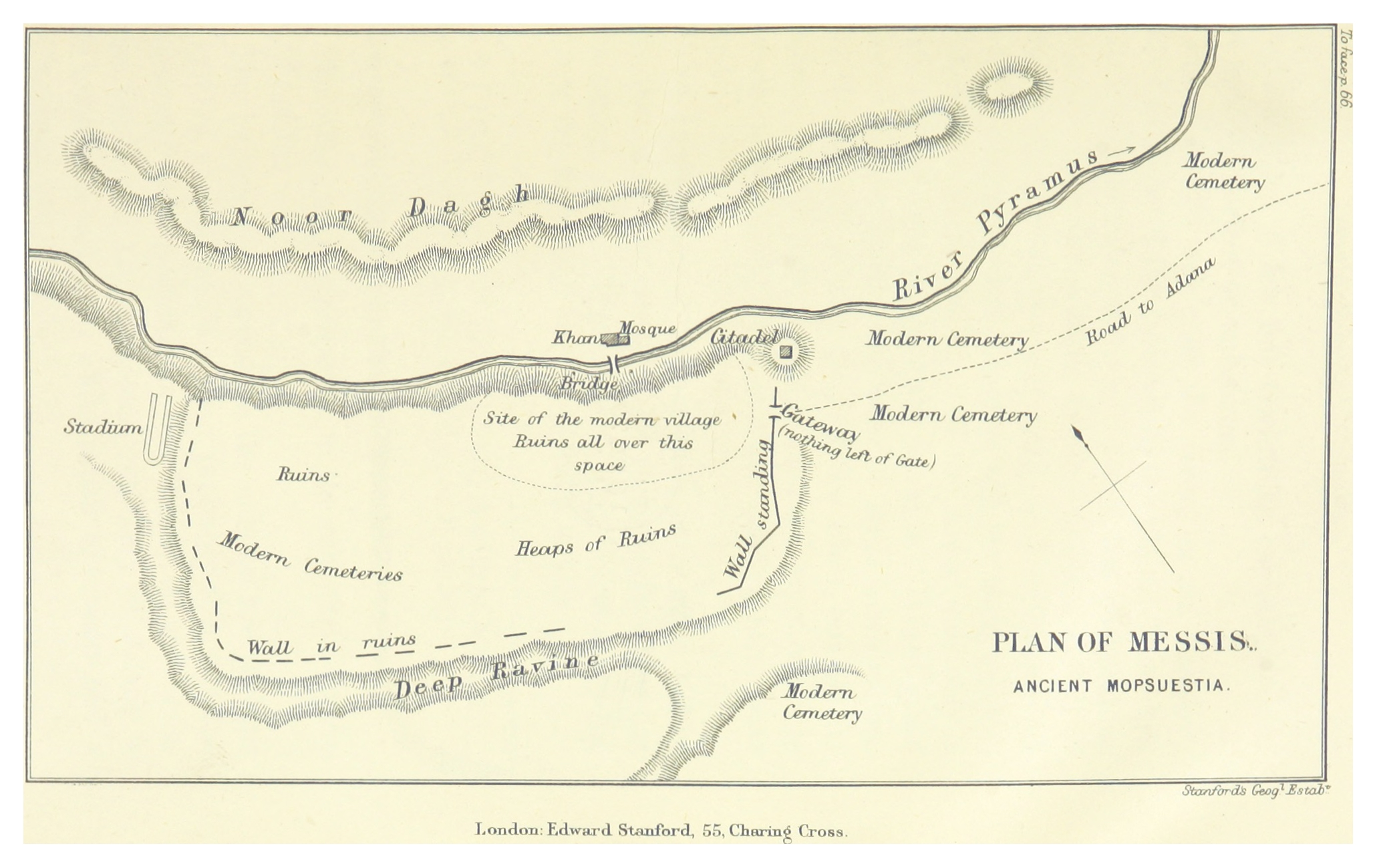
Lageplan (bei Davis, 1879)

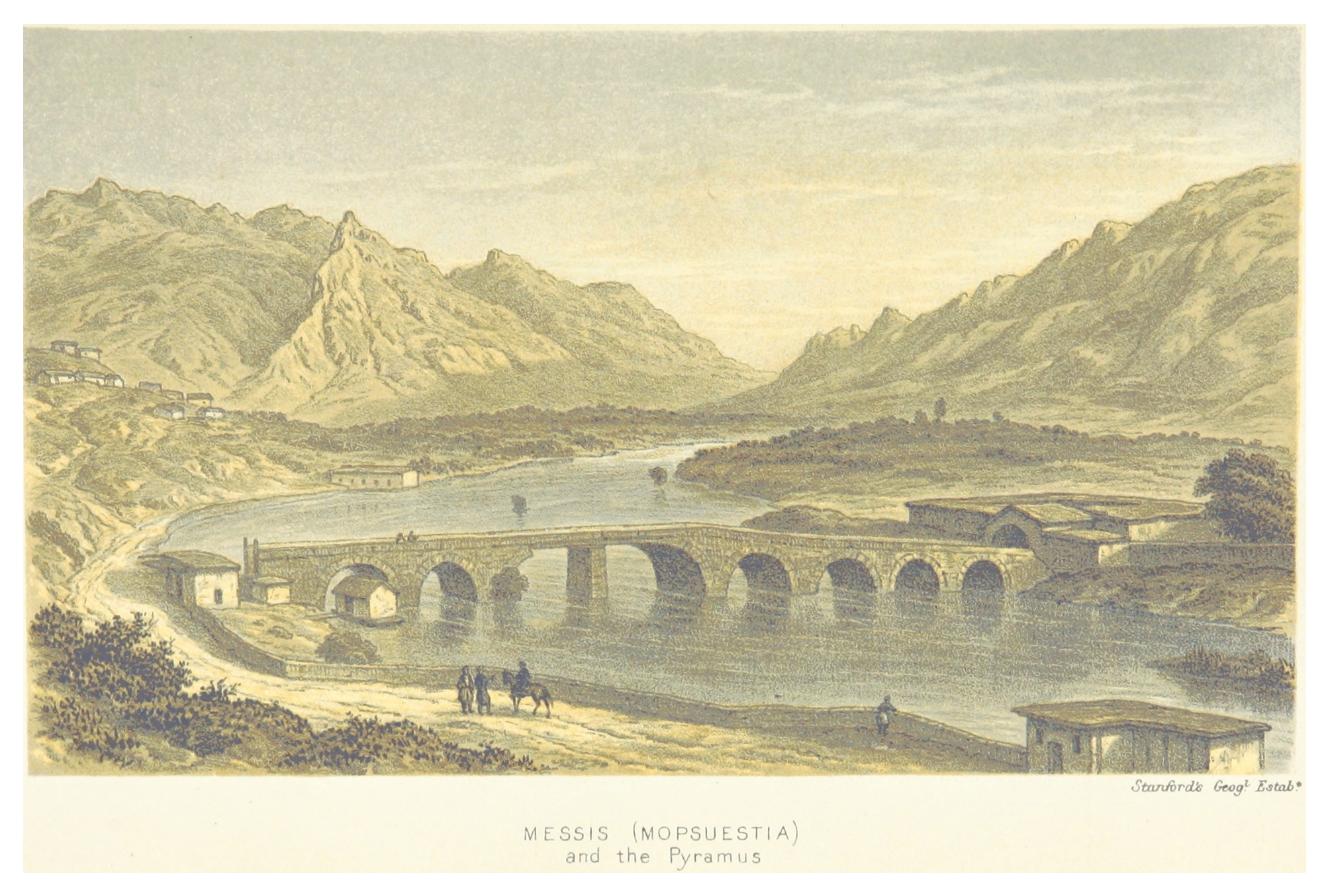
Panorama mit der Brücke – um 1870

### Hellenismus
Die ersten Münzen stammen aus dem 2. Jahrhundert v. Chr. Erstmals wird die Stadt 95 v. Chr. in Schriftquellen erwähnt, als Seleukos VI. Philopator hier 95 v. Chr. ermordet wurde.

### Römer
Im Seeräuberkrieg galt Kilikien als Sitz von Räuberbanden, das Gebiet wurde von dem Prokonsul Publius Servilius Vatia Isauricus 78–75 v. Chr. unterworfen (Triumph 74 v. Chr.) und dem Römischen Reich angegliedert (Ammianus Marcellinus 14,8,3).
In der Spätantike war die Stadt ein wichtiger Bischofssitz, zunächst als Suffraganbistum von Anazarbos, später (nachweisbar ab der Mitte des 10. Jahrhunderts) autokephale Metropolis. Die Stadt ist noch heute nominal Sitz eines Titularerzbistums der katholischen Kirche, das zum letzten Mal 1926–1963 besetzt war (Titularerzbistum Mopsuestia).
Im vierten Jahrhundert ließ Bischof Auxentius von Mopsuestia eine Basilika für die Heiligen Tharakus, Probus und Andronikos, die während der Christenverfolgungen von Gouverneur Maximus um 304 in Anazarbos hingerichtet worden waren, erbauen und überführte dafür ihre Reliquien aus Anazarbos. Diese Märtyrer galten als Schutzheilige von Kilikien und waren im Zuge ihres Prozesses auch in Mopsuestia verhört worden. Bedeutendster Bischof war der Kirchenschriftsteller Theodor von Mopsuestia (Bischof 392–428).

### Byzanz und Araber
Die Stadt wurde früh von den Arabern erobert, und 757 wurde die durch ein Erdbeben zerstörte Stadtmauer durch den Kalifen al-Mansūr erneuert. 964 belagerte der byzantinische Feldherr und spätere Kaiser Johannes Tzimiskes die Stadt vergeblich, im folgenden Jahr konnte sie jedoch Nikephoros Phokas nach langer Belagerung einnehmen. Die muslimische Bevölkerung wurde getötet oder zwangsumgesiedelt. Die Stadttore von Mopsuestia und Tarsus wurden im Triumph nach Konstantinopel gebracht und an der Stadtmauer befestigt.
In den 1070er Jahren eroberte Philaretos Brachamios, der byzantinische Statthalter von Germanikeia (Maraş), der sich weigerte, die Herrschaft von Michael Dukas anzuerkennen, große Teile von Kilikien, darunter auch Mopsuestia. 1077 eroberte er Edessa, im folgenden Jahr öffnete ihm Antiochia die Tore, auch die Fürsten von Kleinarmenien erkannten seine Herrschaft an. Unter Nikephoros III. Botaniates und Alexios I. Komnenos unterwarf er sich ab 1078 wieder dem Kaiserhaus. 1082 erhielten die Venezianer Handelsrechte. 1085 fiel Mopsuestia in die Hände der Seldschuken.
Im Oktober 1097 nahm Tankred mit einem abgespaltenen Teil des Kreuzritterheeres die Stadt in Besitz, die seldschukische Besatzung war beim Herannahen des Heeres geflohen. Als Balduin ebenfalls vor der Stadt erschien, verweigerte ihm Tankred den Zutritt und unternahm später sogar einen Überfall auf sein Lager, der jedoch abgeschlagen wurde. Schließlich versöhnten sich die fränkischen Heerführer jedoch wieder, Balduin zog weiter nach Osten, Tankred rückte gegen İskenderun vor. Mopsuestia wurde später zum Fürstentum Antiochia geschlagen, fiel 1098 jedoch wieder an Byzanz.
Ab 1099 bestand hier der Sitz des lateinischen Erzbistums Mamistra. 1101 eroberte Tankred, Regent für den in danischmanidischer Gefangenschaft befindlichen Bohemund von Tarent die Stadt zusammen mit Tarsos und Adana zurück.
1104 besetzte byzantinische Kavallerie unter dem General Monastras Tarsos, Adana, Longinias und Mopsuestia, also ganz Kilikien, während die Flotte unter Johannes Kantakuzenos Latakia (Laodikea) einnahm. 1107 musste Monastras jedoch abziehen, um sich den neuangeworbenen sizilianischen Truppen Bohemunds entgegenzustellen, Kilikien wurde dem armenischen Fürsten Oschin von Lambron aus dem Geschlecht der Hethumiden unterstellt. Im Winter 1107/08, als Bohemund noch in Italien war, fiel prompt Tankred in Kilikien ein. Nach vorhergehenden Plünderzügen marschierte ein Teil seiner Truppen von Antiochia aus an, der andere ruderte auf Triremen den „Saron“ (gemeint ist wohl der Ceyhan) hinauf, bis zu der Brücke, welche die beiden Teile von Mopsuestia verbindet. Nach Angaben von Anna Komnena hatte  sich der Stratopedarch Oschin, der Befehlshaber der Stadt, dem Trunke hingegeben und ignorierte die Gefahr. Dementsprechend fiel Mopsuestia bald. Mit pisanischer Hilfe bzw. Geld konnte Tankred weite Teile des östlichen Kilikiens einnehmen. Die Verwaltung von Mopsuestia und Tarsos wurde einem gewissen Guido, genannt 'die Ziege' übergeben.
1114 und 1115 hatte die Stadt unter mehreren Erdbeben zu leiden. In Kilikien und angrenzenden Gebieten sollen dabei über 40,000 Menschen umgekommen sein.

### Königreich Kleinarmenien

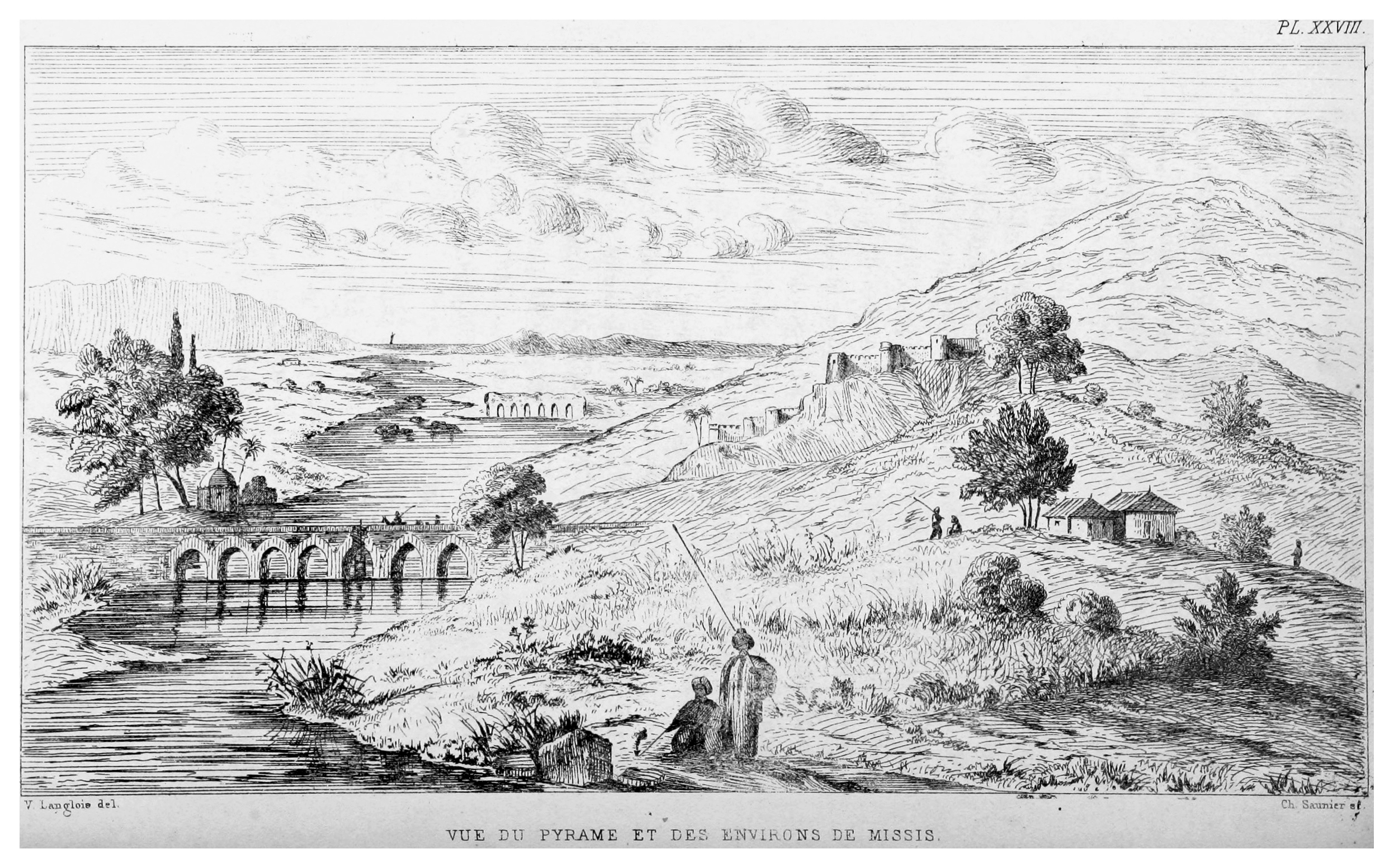
Ansicht um 1860

1132 nahm der rubenidische Fürst Leon (Lewon), Mopsuestia, Adana und Tarsus ein. Nachdem Bohemund von Antiochia Leo 1136 gefangen genommen hatte, verlangte er 60.000 Solidi und die Städte Mopsuestia, Adana und Sarventikar als Lösegeld, außerdem musste ihm Leon seine Söhne als Geiseln stellen.
Im selben Jahr gelang Kaiser Johannes II. Komnenos die Wiedereroberung Kilikiens. Erst 1151 konnte Leons Sohn Thoros II. die Stadt wieder einnehmen. Manuel I. sandte seinen Vetter Andronikos, um die verlorenen Gebiete zurückzuerobern, und dieser erschien unter den Mauern von Mopsuestia und zeigte Thoros die eisernen Ketten, in denen man einst seinen Vater Leon nach Byzanz geschafft hatte, mit der Drohung, ihm werde es genauso ergehen. Die Armenier unternahmen jedoch nachts einen Ausfall und schlugen die Byzantiner. Sembat von Paperon fiel, Oschin von Lambron und Tigran von Prakan, die auf byzantinischer Seite gekämpft hatten, wurden gefangen genommen.
1159 überwinterte Manuel I. in der Stadt, Thoros hatte seine Frau, Kinder und Schätze auf der Festung Tachikk'ar in Sicherheit gebracht und verbarg sich im Taurus, während er auf die Hilfe des Königs von Jerusalem wartete, mit dessen Hilfe er sich schließlich mit dem Kaiser versöhnte.
Im weiteren Verlauf gehörte Mopsuestia zu den wichtigsten Städten des Königreichs Kleinarmenien, der Besitz wechselte öfter zwischen den Rubeniden, Antiochia und Byzanz. Sie scheint in der Regierungszeit Mlehs wieder an die Byzantiner gefallen zu sein, denn es wird berichtet, dass Ruben III. (1175–1186) sie zu Beginn seiner Regierungszeit einnahm. 1188 gab er sie an Hethum, dem Sohn von Choruanil von Sasun und Gemahl seiner Nichte Alice. König Lewon I. gewährte genuesischen, pisanischen und venetianischen Kaufleuten Handelsprivilegien in Mamistra. 1266 brannte die Stadt ab. Sie war 1268 Schauplatz eines armenischen Konzils.

### Mamluken und Osmanen
Nach der Eroberung durch die Mamluken im 13./14. Jahrhundert blieb die Stadt islamisch, doch wohnten dort bis ins frühe 20. Jahrhundert auch Armenier.

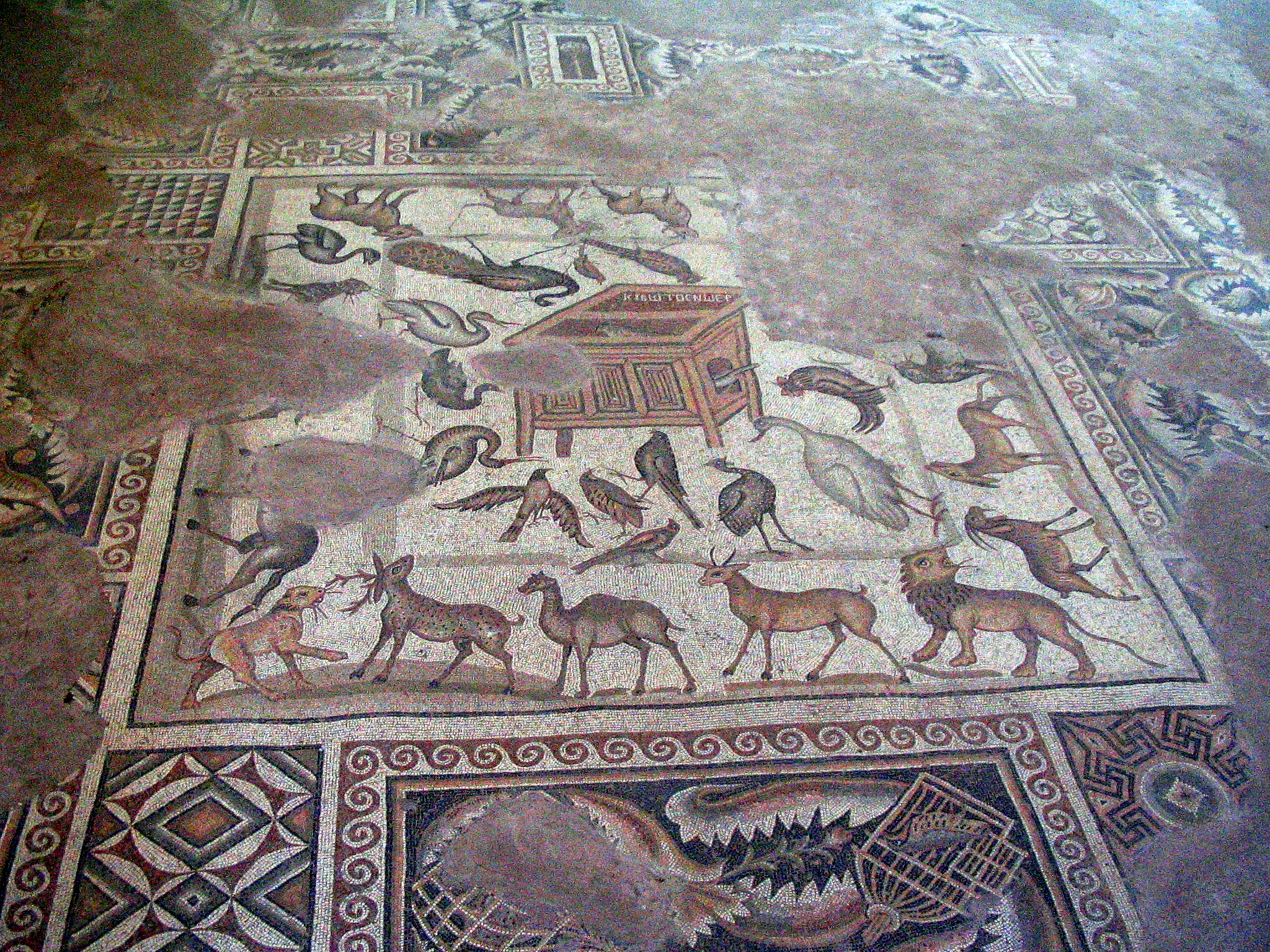
Arche-Noah-Mosaik im Misis Mozaik Müzesi

## Sehenswürdigkeiten
- prähistorischer Siedlungshügel Sirkeli Höyük
- mittelalterliche Befestigungsanlage
- Reste der Stadtmauer, die ein Areal von ca. 40 Hektar einschließt
- Reste eines Theaters, einer Säulenstraße, eines Tempels und eines spätrömischen Bades
- frühbyzantinische dreischiffige Basilika mit Mosaikfußboden, im Mittelschiff Noah-Mosaik (2. Viertel 5. Jahrhundert), in einem später angefügten Annex Zyklus mit den Taten des Samson (2. Hälfte 5. Jahrhundert), heute Misis-Mosaik-Museum
- Römische Brücke, erbaut unter Valerian wohl als Erneuerung einer älteren achtbogigen Brücke über den Pyramos (heute: Ceyhan), unter Justinian restauriert[4]